# 台酒花雕雞麵

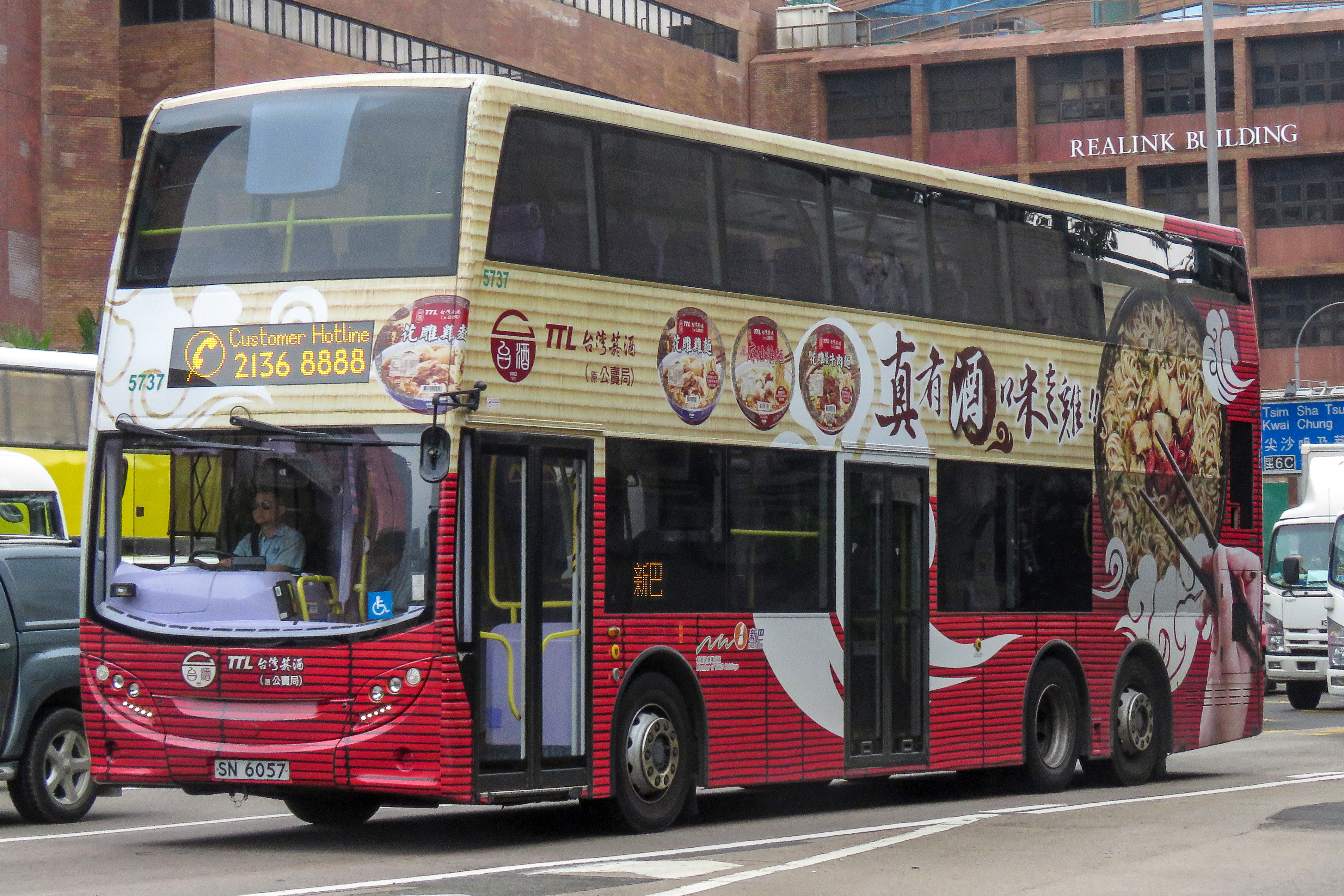
台酒花雕雞麵巴士廣告

台酒花雕雞麵，是臺灣菸酒公司於2013年推出的一款泡麵產品，是酒香泡麵系列產品的一種，有袋裝與碗裝兩種包裝形式。此款泡麵在2015年於台灣市場爆紅且廣受好評，在2017年的在臺銷售量超過1,200萬碗。

## 內容
台酒花雕雞麵的內容物除了麵體以外，有雞肉調理包、調味粉包、佐料包和花雕料理酒包。其中花雕酒由台中酒廠的釀酒師林慶福研發，是15年以上的陳年花雕酒，而製作調理包需要費時三個星期。

## 推出與熱銷
2010年代，臺灣菸酒公司為了消化15年的花雕酒庫存，開始研發酒香泡麵系列的泡麵產品。2012年時，台酒推出麻油雞泡麵；2013年正式推出台酒花雕雞麵。起初，花雕雞麵並沒有受到關注，甚至一度滯銷、差點被下架。

直到2015年11月，台酒食品類產品專案人員Sigma（魏君蓉）在批踢踢上發表文章分享台酒花雕雞麵的美味之處後，台酒花雕雞麵才開始受到矚目、甚至爆紅。Sigma表示，花雕酒因為銷量不佳，一直推放在酒廠的倉庫裡；臺酒推出酒香泡麵的原因主要是想把庫存消耗掉而不是為了獲利，因此能買到就算是賺到，文章經發表後引發了搶購風潮，再加上天氣寒冷，短期內的銷量增加了三至四倍，許多地方一時之間還有缺貨的情形，三大便利超商（統一超商、萊爾富和全家便利商店）皆表示銷售量成長了數倍，OK便利商店甚至表示因缺貨而無法供應，愛買的線上訂單數量也大幅增加，連量販業者大潤發也表示將視搶購情況增加供貨。

時任國民黨籍立法委員盧秀燕為此事質詢時任財政部長張盛和，表示15年花雕酒的存量（截至2015年11月25日）有769萬公升，按照過往的銷售速度，半年後會售罄，並表示如果供貨不及，要「唯部長是問」。張盛和讚揚台酒的創意，並會請台酒大量生產。但盧秀燕的質詢引發部分網友批評。

對於台酒花雕雞麵突然熱銷，台酒副總經理蘇癸陽認為可以歸於三個原因：「一是花雕雞麵中的花雕酒是台酒獨有的酒品，二是台酒泡麵分量足夠、價格實惠，三是Sigma發表的文章在批踢踢上引發的效應。」面對缺貨問題，蘇癸陽表示，民眾可以購買花雕酒加進麵中，可以得到同樣的效果。

另外，有台酒泡麵的研發人員在花雕雞麵爆紅後公布研發階段的產品評分，在11位評比員試吃後給出的綜合分數中，分數最高的是麵條，達3.5分，整體口感3分，酒香只有2.9分，對於部分網友表示雞肉太柴的意見，他指出雞肉確實是難以克服的問題，不過台酒已經著手改良。

除了受到台灣消費者的歡迎，在台北世大運期間也受到外國運動員喜愛，例如美國跆拳道選手Adalis "AJ" Munoz非常喜歡花雕雞麵，她表示自己連續四天都吃這一款泡麵。由於廣受好評，台酒預計將此款泡麵外銷到新加坡、澳洲、馬來西亞與馬爾地夫等國。

## 銷量
台酒旗下泡麵產品在2016年的銷售金額為6億新台幣左右，雖然僅佔該年度總營收750億新台幣中的一小部分，但在泡麵市場上的市佔排行第四。依據調查公司AC尼爾森的統計，台酒酒香泡麵系列在2017年的全年銷售量超過2,400萬碗，其中有一半是台酒花雕雞麵，依據連鎖量販店大潤發的統計，大潤發在2015年賣出超過50萬碗台酒花雕雞麵，是價格新台幣50元左右的泡麵中銷量最佳的。2017年，台酒花雕雞麵全年賣出了超過150萬包，銷量擊敗維力食品問世40年的維力炸醬麵，排名第一。
根據連鎖量販店愛買的統計，愛買在2018年4月的泡麵銷量排行中，台酒花雕雞麵是銷售量最好的泡麵，一個月賣出一萬一千包，佔整體泡麵銷量的五分之一，在同年1月至6月的銷量排行中也位列第三，次於維力炸醬麵和統一肉燥風味麵。而在家樂福的2018上半年同類型統計中，台酒花雕雞麵的銷量排行第二，僅次於統一肉燥風味麵。

## 酒精問題
台酒花雕雞麵的花雕料理酒裡含有酒精成分，因此引發一些消費者對於食用台酒花雕雞麵後駕車是否屬於酒醉駕駛的疑慮。根據媒體記者的實測結果，吃完台酒花雕雞麵後立刻進行酒測，酒測值會超過相關法規中關於酒測值的規定標準，而等候一分鐘再進行測試時，酒測值則未超過規定標準。2016年1月7日，臺中市政府警察局交通警察大隊表示，台酒花雕雞麵的酒精成分並不高，實務上也沒有吃泡麵導致酒測值過高的情況。